# 2,3-二甲基-1-丁烯
2,3-二甲基-1-丁烯是一种有机化合物，化学式为C6H12。它可由2,3-二甲基-1,3-丁二烯在催化剂的存在下进行加氢得到。3,3-二甲基-2-丁醇和Burgess试剂反应虽然也会生成2,3-二甲基-1-丁烯，但是会同时产生较多的2,3-二甲基-2-丁烯与少量的3,3-二甲基-1-丁烯。它进一步发生加氢反应，生成2,3-二甲基丁烷。